# Afrikai manátusz
Az afrikai manátusz vagy afrikai manáti (Trichechus senegalensis) a tengeritehenek (Sirenia) rendjébe, azon belül a manátuszfélék (Trichechidae) családjába tartozó faj.

## Előfordulása
Nyugat-Afrika folyóiban és az Atlanti-óceán parti vizeiben él, nagyjából a Szenegál (Szenegál) és a Kwanza (Angola) folyók között.

## Megjelenése
A kifejlett afrikai manátusz testhossza a 4,5 métert, tömege a 360 kilogrammot is meghaladhatja.